# XL Airways Germany
XL Airways Germany é uma companhia aérea da Alemanha que tem 5 aeronaves Boeing 737-800.